# HR 6819
HR 6819, també conegut com a HD 167128 o QV Telescopii (abreujat QV Tel), és un Sistema estel·lar triple situat al sud de la constel·lació del Telescopi. El sistema apareix com una estrella variable que és lleugerament visible a l'ull nu, amb una magnitud aparent que va de 5,32 fins a 5,39, la qual és comparable a la màxima brillantor del planeta Urà. Es troba a 1.120 anys llum del Sol i se n'està allunyant a raó de 9,4 km/s. Un estudi de maig del 2020 va informar que el sistema conté un forat negre, cosa que el converteix en el forat negre més proper dels coneguts i el primer localitzat en un sistema estel·lar que es pot veure des de l'hemisferi sud, en una nit fosca i un cel ras, sense prismàtics ni telescopi.

## Nomenclatura
HR 6819 és la designació feta pel Catàleg d'Estrelles Brillants. També té la denominació HD 167128 en el Henry Draper Catalogue i la HIP 89605 en el Catàleg Hipparcos. Com que la seva brillantor varia, se li ha donat la designació d'estrella variable QV Telescopii, amb la indicació que és la 330a estrella variable confirmada (excloent estrelles amb la nomenclatura de Bayer) en la constel·lació Terlescopi.

## Sistema
HR 6819 és una terna jeràrquica que conté una estrella Be clàssica en una òrbita àmplia de període desconegut al voltant d'un binari interior de 40,3 dies: una estrella B3 III i un forat negre no emissor (no acumulable), denominat Ab.
HR 6819 va ser considerat com a estrella única, fins que l'astrònoma Monika Maintz va concloure, el 2009, que a l'espectre apareixien senyals de dues estrelles. Mesures posteriors més àmplies de velocitat radial, per part de Thomas Rivinius i els seus col·legues, suggerien la presència d'un forat negre, de massa estel·lar invisible, dins del sistema. Malgrat el sistema HR 6819 ha estat descrit como si fos un membre de l'associació Sco OB2 d'estels que se mouen conjuntament, anàlisis més recents indiquen que és un sistema més antic i no forma part de l'associació.

### QV Tel Aa
Anomenat Aa, el component estel·lar intern principal és una estrella gegant blava B3 III. Té una massa d'aproximadament 6 masses solars. Amb el forat negre formen un binari amb un període de 40,3 dies.

### QV Tel Ab (forat negre)

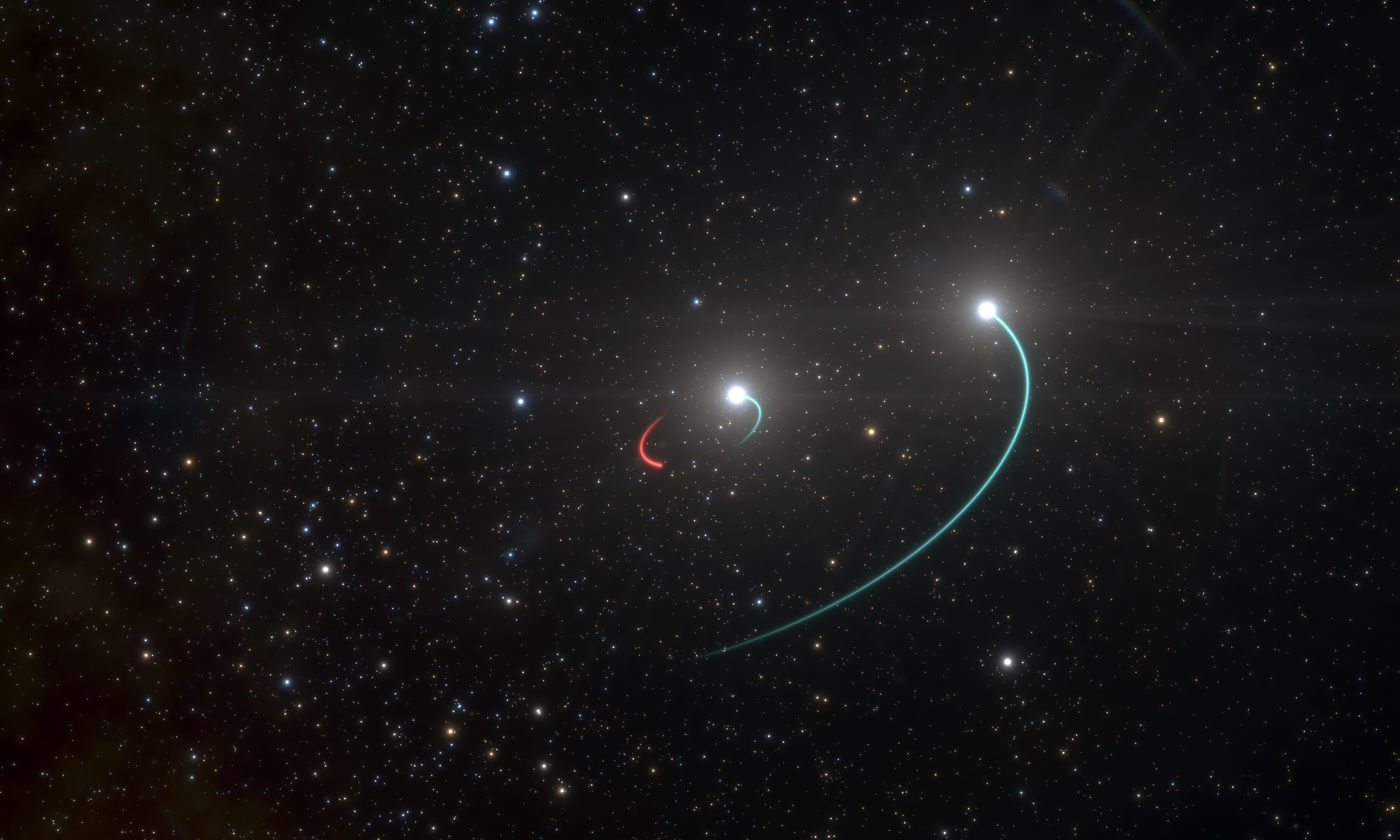
Un interpretació artística de les òrbites de l'HR 6819 (QV Tel), sistema jeràrquic d'estrella triple, incloent el forat negre (òrbita vermella) en l'interior binari

Els mesuraments de la velocitat radial del component visible interior, analitzats el 2020, indiquen que té un company ocult massiu, el qual tot apunta a que és un forat negre. El fet d'estar a 1.120 anys llum del Sol el converteix en el forat negre conegut més proper al Sol. Mentre el sistema estel·lar amfitrió té una magnitud aparent de 5.36, el forat negre és el primer descobert dins un dels 9.000 sistemes estel·lars visibles a l'ull nu. El forat negre no es detecta en l'espectre i no se n'han observat raigs X, així que qualsevol disc d'acreció que tingui al voltant hauria de ser molt dèbil.

### QV Tel B
El segon component estel·lar exterior, designat B, és una estrella de tipus Be amb una classificació estel·lar de B3IIIpe. L'"e" del sufix indica la presència de línies d'emissió en el seu espectre. És una estrella blau-blanca que gira ràpidament, amb un disc calent de gas decreixent que la rodeja. Està catalogada com a estrella variable però no del tipus Gamma Cassiopeiae. Té una edat estimada de 50 milions d'anys, amb una velocitat rotacional projectada de 50 km/s.